# Argyra basalis
Argyra basalis är en tvåvingeart som beskrevs av Van Duzee 1932. Argyra basalis ingår i släktet Argyra och familjen styltflugor.
Artens utbredningsområde är South Carolina. Inga underarter finns listade i Catalogue of Life.